# Olimpiodor el Jove
Olimpiodor (grec antic: Ὀλυμπιόδωρος, llatí: Olympiodorus) fou un filòsof neoplatònic grec de l'Escola d'Alexandria, el darrer de certa importància dins d'aquesta tendència filosòfica. Va viure a la primera meitat del segle vi, en el regnat de l'emperador Justinià I.
Era contemporani i una mica més jove que Damasci, de qui probablement va ser deixeble, car en les seves obres mostra una parcialitat cap a ell i mostra la preferència que li dona davant d'altres pensadors, fins i tot davant de Procle. De les obres que va deixar deriva el reduït coneixement que se'n té. Segons un comentari que va deixar de l'obra Alcibíades I de Plató, se suposa que va ensenyar a l'escola neoplatònica d'Atenes abans que fos tancada l'any 529 per Justinià. Pels textos que han quedat de les seves obres, es pot deduir que era un pensador clar i agut que mostrava un pensament original, no pas simple recopilador, i posseïa extensos coneixements derivats de la lectura d'altres filòsofs com ara Iàmblic, Sirià d'Alexandria, Damasci i altres, i dona també notícies històriques i mitològiques que es coneixen només a través d'ell. Una part valuosa de la seva obra la formen les anàlisis que va fer sobre les expressions filosòfiques de Plató. Alguns dels llibres seus que han sobreviscut fins ara són en realitat notes dels seus alumnes, que les prenien quan assistien a les seves classes.
Va escriure una vida de Plató, un polèmic llibre contra Estrató i comentaris sobre els Diàlegs de Plató (Gòrgies, Fileb, Fedó i Alcibíades I), però potser va comentar també totes les altres obres de Plató.